# Agencia de Seguridad Nuclear e Industrial

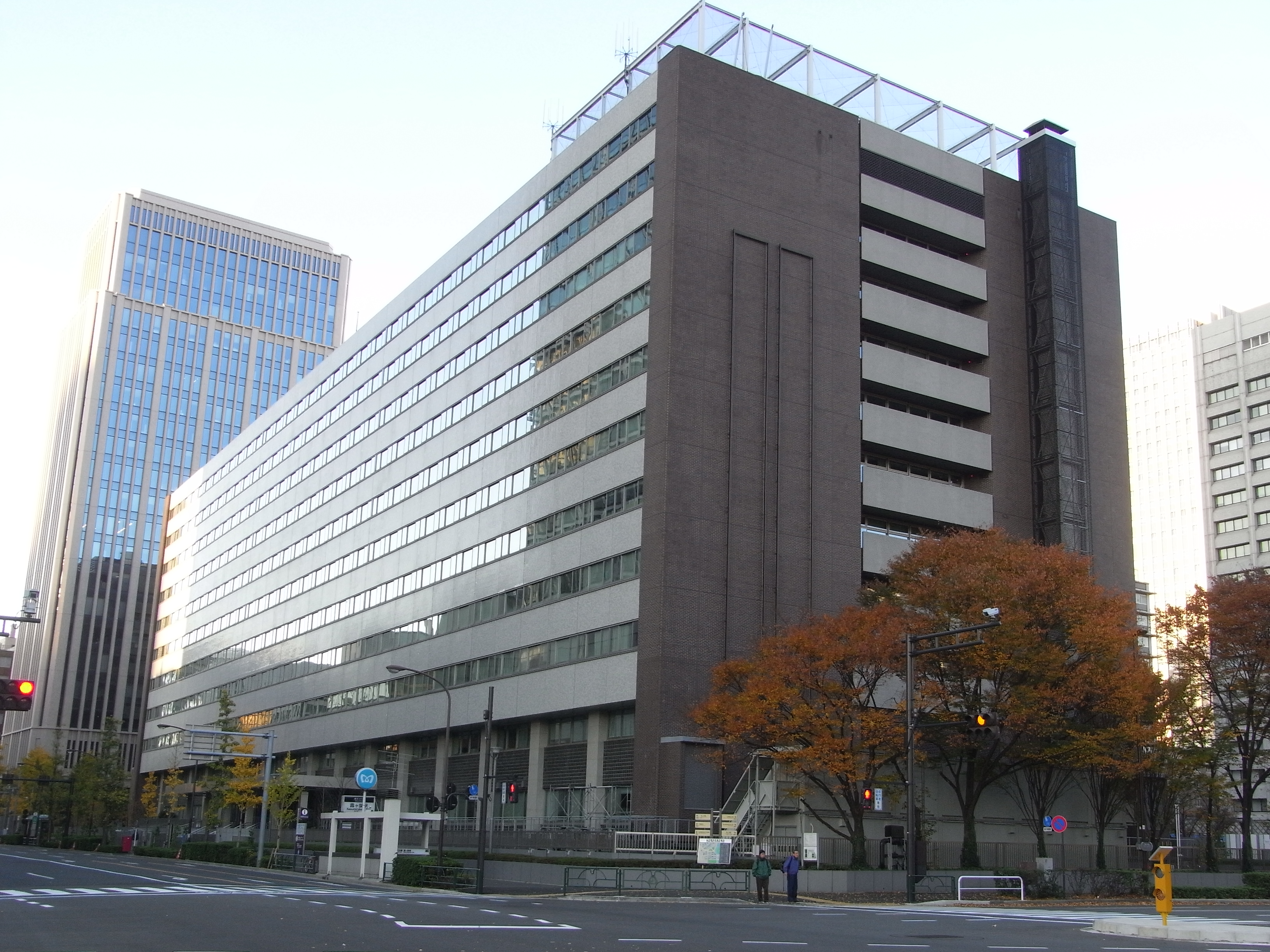
Sede de la Agencia de Seguridad Nuclear e industrial.

La Agencia de Seguridad Nuclear e Industrial (原子力安全・保安院 Genshiryoku Anzen Hoanin), también conocida como NISA, es un órgano dependiente del Ministerio de Economía, Comercio e Industria nipón que se estableció el 6 de enero de 2001 a consecuencia de la reorganización operada en los ministerios y agencias dependientes del gobierno japonés. Su principal función consiste en garantizar la seguridad de las personas a través de la regulación y la supervisión de la industria energética.
Su oficina principal se halla en el distrito de Kasumigaseki, enclavado a su vez en Chiyoda, Japón. Por su parte, la dirección general es ostentada por Nobuaki Terasaka.